# Gmina Olszyna
Die Gmina Olszyna ist eine Stadt- und Landgemeinde im Powiat Lubański der Woiwodschaft Niederschlesien in Polen. Ihr Sitz ist die gleichnamige Stadt (deutsch: Mittel Langenöls) mit etwa 4350 Einwohnern.

## Geographie

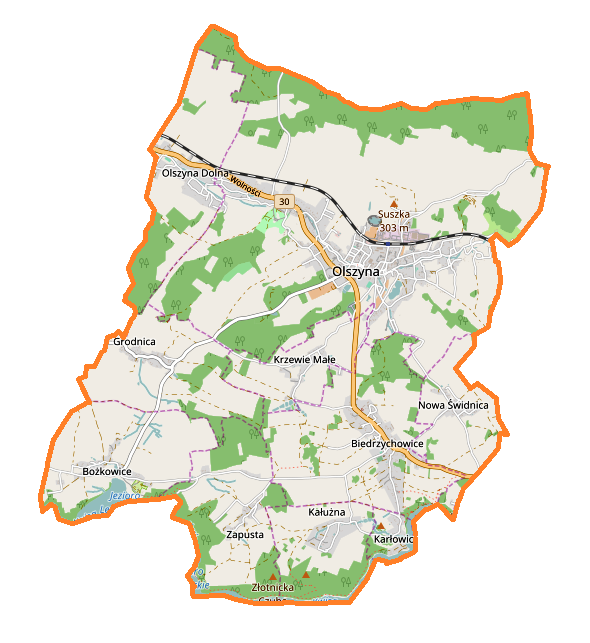
Karte der Gemeinde

Die Gemeinde liegt im Westen der Woiwodschaft Niederschlesien. Nachbargemeinden sind Lubań im Nordwesten, im Norden Gryfów Śląski im Osten und Leśna im Süden sowie Südwesten. Breslau liegt etwa 80 Kilometer östlich, Lubań (Lauban) fünf Kilometer nordwestlich.
Die Südgrenze der Gemeinde wird durch die Kwisa (Queis) gebildet, die durch die Talsperre Goldentraum zum Jezioro Złotnickie und die Marklissa-Talsperre zum Jezioro Leśniańskie aufgestaut wird. Die Suska nördlich des Hauptorts erreicht eine Höhe von 303 m n.p.m.

## Geschichte
Am 1. Januar 2005 erhielt Olszyna das Stadtrecht und die Gemeinde ihren heutigen Status.

## Gemeindepartnerschaften
- Großschönau (Sachsen)
- Ørbæk Sogn (Dänemark)
- Perschotrawensk (Ukraine)
- Železný Brod (Tschechien)

## Gliederung
Zur Stadt-und-Land-Gemeinde Olszyna gehören neben der Stadt selbst neun Dörfer (deutsche Namen, amtlich bis 1945) mit einem Schulzenamt:
- Biedrzychowice (Friedersdorf)
- Bożkowice (Eckersdorf)
- Grodnica (Gieshübel)
- Kałużna (Steinbach)
- Karłowice (Neu Warnsdorf)
- Krzewie Małe (Klein Stöckigt)
- Nowa Świdnica (Neu Schweinitz)
- Olszyna Dolna (Nieder Langenöls)
- Zapusta (Vogelsdorf)

## Verkehr
Die Landesstraße DK30 Lubań–Gryfów Śląski von der Kreisstadt Lubań nach Gryfów Śląski (Greiffenberg)  durchzieht das Gemeindegebiet von Nordwesten nach Südosten.
Der Bahnhof Olszyna Lubańska liegt an der Bahnstrecke Breslau–Görlitz.
Der nächste internationale Flughafen ist Breslau.